# ساليسيلات الميثيل
ساليسيلات الميثيل (زيت الغلطيرية الكندية) هو منتج طبيعي للعديد من أنواع النباتات. ومن النباتات التي تنتجه نبات الغلطيرية الكندية والذي أعطى المركب اسمه.

## الإنتاج التجاري
يمكن إنتاج ساليسيلات الميثيل من أسترة حمض الساليسيليك مع الميثانول. يصنع ساليسيلات الميثيل التجاري حاليا، في حين أنه كان يقطر قبلا من غصينات التامور الأسود (Betula lenta) و الغلطيرية (Gaultheria procumbens).

## الاستخدامات

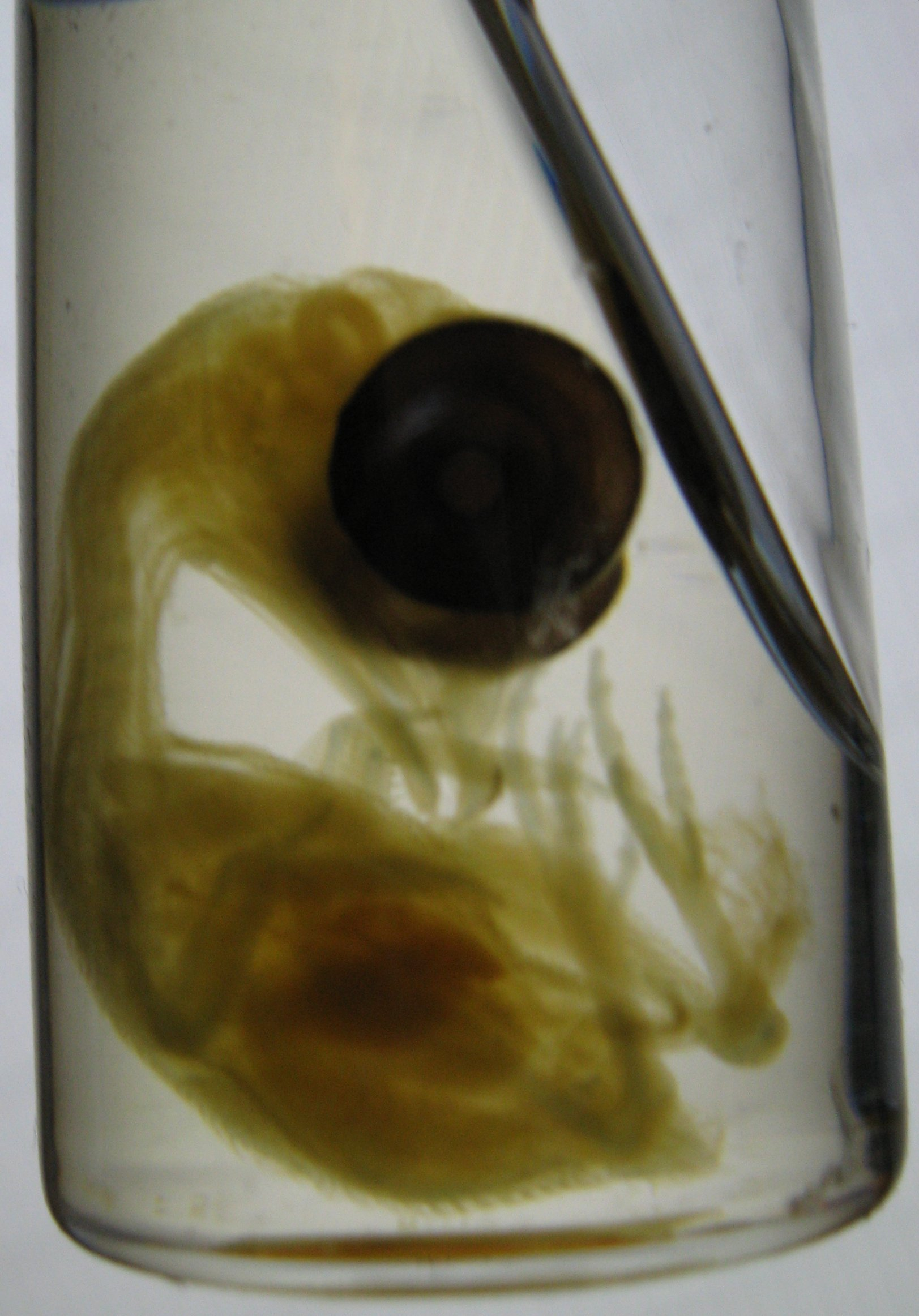
جنين الدجاج معالج في أزرق الميثيلين لتوضيح الهيكل العظمي، ثم غسل مرتين أو ثلاث في الإيثانول، وعولج في ساليسيلات الميثيل لجعل النسيج الحيوي المحيط شفافا

يستخدم كمحمر (Rubefacient) في المروخ (Liniment) عالي التسخين، وبكميات صغيرة كمادة منكهة لا تتجاوز 0.04%. ويستخدم ليعطي شذى خاصا لمركبات متنوعة وكعامل حابس للرائحة في بعض مبيدات الآفات الفسفورية العضوية (مبيد آفات). وإذا استخدم بكميات كبيرة فقد يسبب مشاكل معدية وكلوية.
وهو من المركبات العديدة التي تجذب ذكور أنواع متنوعة من (orchid bees) التي تجمع المادة الكيميائية لتصنع الفيرومونات، ولذلك تستخدم هذه المادة كطعم لجذب هذه الحشرات من أجل دراستها.
وتستخدم ساليسيلات الميثيل في إظهار لون النسيج الحيوي في الحيوانات والنباتات، فهي مفيدة في الدراسات المجهرية والكيمياء الهيستولوجية المناعية عندما تحجب الخضب الزائدة البنية أو تحجب الضوء من المرور في النسيج المدروس. يأخذ التظهير بضعة دقائق ولكن يجب أولا تجفيف النسيج باستخدام الكحول.
مع أن المصدر النباتي لساليسيلات الميثيل ليس نعناعا حقيقيا، إلا أنه يستخدم أيضا كنعناع في بعض أنواع العلك والحلويات كبديل عن زيوت النعنع الفلفي (Peppermint) والنعنع الأخضر (Mentha spicata). ويمكن أن يوجد كمنكه في بيرة الجذور (Root beer). كما يستخدم كبديل في مواد التسلية التي تستخدم مبدأ الضيائية الاحتكاكية عندما يمزج مع السكر ويجف حيث يمكنه أن يكون شحنة إلكترونية عندما يؤرض.

## الاستخدامات الطبية وملاحظات السلامة
ساليسيلات الميثيل سامة عندما تكون نقية وخصوصا إذا دخلت إلى باطن الجسم. ملعقة شاي صغيرة من ساليسيلات الميثيل تحتوي على 7 غ من الساليسيلات، وهي التي تكافئ أكثر من 23 حبة أسبرين ذات 300 ملغ. أقل جرعة مميتة منشورة هي 101 ملغ/كغ من وزن جسم الإنسان البالغ. وقد ثبت أنه مميت للأطفال بجرعات أقل من 4 مل. ولقد توفيت عداءة (17 سنة) في سباق أكاديمية نوتردام في جزيرة ستاتن الأمريكية في 3 أبريل 2007 بعد أن استخدمت كميات كبيرة من ساليسيلات الميثيل الموجود في منتجات تخفيف ألم العضلات.